# Zbigniew Huzar
Zbigniew Józef Huzar (ur. 30 października 1945 we Lwowie) – polski inżynier elektronik. Absolwent Politechniki Wrocławskiej. 

## Życiorys
Urodził się 30 października 1945 r. we Lwowie. Studia ukończył w 1969 r. na Politechnice Wrocławskiej, pięć lat później uzyskał stopień doktora, a w 1990 r. uzyskał habilitację. W 1992 został profesorem nadzwyczajnym Politechniki Wrocławskiej, a tytuł profesora otrzymał w 2009 r.
Zawodowo związany z Wydziałem Informatyki i Zarządzania. W latach 1983-1992 pełnił funkcję dyrektora Centrum Obliczeniowego, a następnie do 1996 r. dyrektora Centrum Informatycznego, po czym objął kierownictwo wydziałowego Zakładu Informatyki i zajmował to stanowisko do 2004 r., gdy na kolejne pięć lat przejął kierownictwo Instytutem Informatyki Stosowanej. W latach 2008-2014 kierował Instytutem Informatyki, a potem Katedrą Informatyki. W latach 1991-1993 był członkiem senatu Politechniki Wrocławskiej.
Członek Polskiego Towarzystwa Informatycznego, przewodniczący Sekcji Inżynierii Oprogramowania Komitetu Informatyki Polskiej Akademii Nauk. Autor 110 publikacji.
Odznaczony Złotym Krzyżem Zasługi i Medalem Komisji Edukacji Narodowej.